# Poble Nasa
Els nasa o paez són un poble amerindi, que habita al nord del Departament del Cauca a la zona andina del sud-occident de Colòmbia. Els municipis amb major població nasa són Toribío, Páez i Caldono, amb uns 120.000 membres. A més del Cauca viuen també en els departaments de Valle del Cauca, Tolima, Putumayo, Huila, Caquetá i Meta.
L'agroindústria, les amenaces d'actors armats a sou dels terratinents i el desplaçament forçat són alguns dels problemes que el poble nasa afronta, per mitjà del treball comunitari i de la lluita no-violenta de la Guàrdia Indígena, determinat a recuperar les terres dels seus ancestres i a conservar els naixements d'aigua, els boscos i les llacunes.

## Sinopsi
Els membres d'aquest poble viuen principalment en les zones temperada i freda, entre els mil i els tres mil metres d'altitud, en terrenys dels resguards de cadascuna de les anomenades parcialitats. El resguard és una institució d'origen colonial que atorga a l'indígena un territori determinat per viure i sembrar, sense que pugui vendre les terres a persones que no pertanyin a la seva comunitat. Cada resguard es governa per mitjà d'un capítol, triat anualment fins de desembre i posicionat el primer de gener davant l'alcalde municipal corresponent. El capítol representa al govern colombià en les comunitats indígenes segons la Llei 89 de 1890, i està compost per un governador, dos alcaldes, dos agutzils, un secretari i un tresorer, els qui porten com a símbols dels seus càrrecs, bastons de comandament de fusta chonta amb empunyadura de plata. Conformen Associacions de Capítols regulades pel decret 1088 de 1993 i els seus drets a l'autonomia i el territori estan reconeguts per la Constitució de 1991.
Al departament del Cauca, en una zona muntanyenca que està en un conjunt regional i enclavament Páez, conformat pels municipis d'Inzá i Belalcázar, es troba el Parc arqueològic nacional de Tierradentro que s'estén per 2.085 quilòmetres quadrats.
Els nasa parlen el castellà i el nasa yuwe. Són els descendents directes de la població nativa que van trobar en aquest territori els conqueridors espanyols - als qui van oposar una forta resistència- en unió amb els Pijaos, la qual va posar en tràngols difícils els establiments dels espanyols durant diversos lustres. La laberíntica formació muntanyenca dels seus principals seients, va constituir un aliat de l'indi Páez en les seves conteses amb els invasors.
Els paez es troben organitzats, amb altres pobles del departament, al Consell Regional Indígena del Cauca.

## Toponímia
D'acord amb la toponímia es dedueix que els nasa habitaven a la vall geogràfica del riu Cauca, a més de les zones en què ara viuen.
La denominació de paez és una castellanització de pats, "a la dreta" (del riu Cauca), regió muntanyenca de la serralada Central on es va mantenir la resistència, o també significava "veritable".

## Població

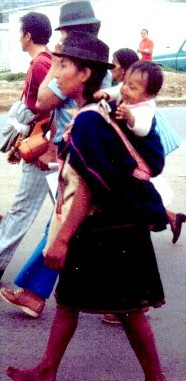
Dona nasa amb el seu bebè en una marxa de protesta.

Els nasa són un grup indígena amb més de 243.000 persones. La majoria habiten en la seva territori, en el departament del Cauca. Altres comunitats natives es troben en els departaments del Vall del Cauca, Tolima i Huila. A més existeixen comunitats de migrants a l'Amazònia (Caquetá i Putumayo) i el Meta, com a resultat de desplaçaments forçats per La Violència, entre 1946 i 1958, així com en els últims trenta anys.
Segons el Cens de 2018 municipis de 2018, els municipis del Cauca amb major percentatge de població nasa són Jambaló, Toribío, Páez, Caloto, Caldono, Inzá i Morales. La regió de Tierradentro, està habitada per una población de més de 51.000 indígenes. Inzá i Belalcázar, a Páez, són les poblacions més grans i importants, capçaleres dels municipis. Pedregal, Cohetando, San Andrés de Pisimbalá, i Topa són poblats mestissos. Tumbichúkue, Lame, Mosoco, Calderas, Chinas, Tóez, Suin, Santa Rosa, Turminá i Tálaga tenen principalment habitants indígenes encara que són pobles creats pels missioners, perquè és el tipus de poblament dels paéces era dispers i encara ho continua sent. La majoria d'ells té habitatges disseminats a les muntanyes, enmig de les seves àrees de cultiu.

### Llengua
El poblo Páez compta amb idioma propi que és el nasa yuwe, una llengua classificada per alguns en la família lingüística txibtxa, encara que actualment aquesta classificació és discutida per experts en aquesta família, com Constenla. Greenberg proposa una macrofamília txibtxano-paezana, mentre que altres la consideren una llengua independent, encara que es pot acceptar la seva relació amb l'andaquí i tal vegada amb altres llengües extingides.
La conservació de la llengua nativa en gairebé tots els membres de la comunitat ha contribuït en forma definitiva a l'estabilitat de la seva cultura, enmig del contacte amb altres grups ètnics, especialment mestissos i dins d'una regió comunicades amb els centres més desenvolupats del país.

## Educació
En l'actualitat els programes de etnoeducación i educació bilingüe consoliden un model educatiu propi, que emfatitza en els valors culturals i l'exercici de l'autonomia. Amb els recursos de transferències constitucionals de la nació als resguards i també recursos propis i amb la participació activa dels capítols, les comunitats i els majors, s'avancen activitats de recerca, de formació i professionalització de mestres indígenes bilingües per a primària i secundària i de disseny curricular, que articulen l'escolaritat amb l'educació tradicional fora d'aules. A més és una realitat la Universitat Autònoma Indígena Intercultural UAIIN, amb seu principal en Popayán, la fundació i la gestió de la qual és resultat de la confluència dels diversos pobles en les dinàmiques del CRIC.

## Història

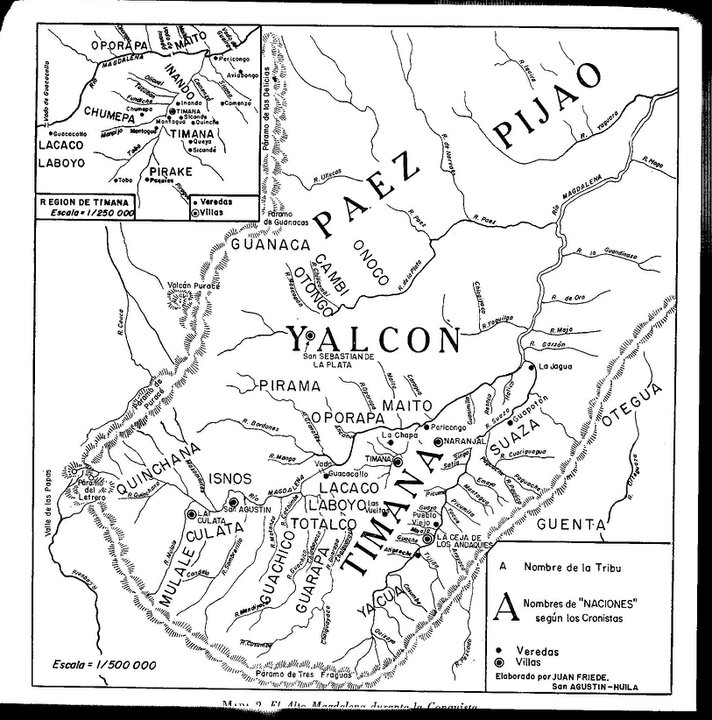
Nacions indígenes en el centre sud de Colòmbia en l'època de la conquesta.

Pel que sembla la fase final de l'anomenada cultura calima, va ser protagonitzada pels nasa, que es van destacar llavors com orfebres, terrissaires, teixidors i agricultors.
Els nasa de la vall geogràfica es van refugiar a les muntanyes per a resistir a la conquesta espanyola. A principis del segle xvi, els soldats espanyols al comandament de Sebastián de Belalcázar van trobar obstacles a la seva incursió conqueridora: d'una banda, la conformació muntanyenca i feta fallida del terreny i els seus torrents profunds i cabalosos; per l'altre, l'oposició tenaç i bel·licosa dels habitants originaris. Els indígenes paeces primer van enfrontar a l'invasor aïlladament, per tribus o petites comunitats, però després es van unir. Per més de cent anys que va durar la guerra, les tribus de la mateixa ètnia i de llengua es van coordinar per a lluitar. A la regió de Tierradentro els cacics de Tálaga, Simurga, Páez, que ocupaven el nord del riu Páez, van entrar en enteniment permanent amb el cacic Suyn, que dominaven la foia del riu Mores i també amb el cacic Apirama i altres situats més al sud. La unitat militar va ser reforçada amb multitud d'aliances amb ètnies fins llavors enemigues. Els guanaca, nasa, yalcons i pijaos i del costat del Magdalena van deixar de fer la guerra entre ells per fer front al colonitzador espanyol.
El 1538 la cacic Gaitana dels yalcons va reunir un exèrcit de 7000 paez, 6.000 yalcons i 7.000 pijaos. Per a 1562 l'ordinari del fort de San Bonifacio, el capità Domingo Lozano inicia des d'Ibagué la pacificació dels Pijaos de “Turibio de los Paeces” amb la col·laboració de Diego de Bocanegra i la seva campanya reeixida va ser premiada amb l'encomienda dels paez. En la segona etapa de la guerra, en 1577 els paeces van cremar Caloto i van matar centenars de colonitzadors. En la tercera etapa iniciada en 1595, els paez es van aliar amb els indígenes de l'alt Magdalena i els pijaos i durant alguns anys van dominar la serralada entre Popayán i Ibagué. La campanya militar i política de Juan de Borja entre 1603 i 1615 va aconseguir derrotar els pijaos i desvertebrar la rebel·lió. Els paeces del Cauca van cessar els atacs als espanyols cap a 1632, però en l'actual Tolida l'últim alçament va ser derrotat en 1656.
Al començament del segle xviii la corona espanyola va pactar amb els líders nasa com Juan Tama de la Estrella, que va obtenir el reconeixement com a resguardo indígena dels territoris que la resistència havia permès defensar, així com l'autonomia, a canvi que els nasa acceptessin les lleis colonials i l'enviament de missioners catòlics. Fins i tot llavors els nasa mantenien l'explotació de mines de coure (Sula kuet) i una orfebreria d'aquest metall, que va ser desplaçada després per objectes importats. El procés de pèrdua cultural va estar entrellaçat des de llavors amb l'erosió de les bases econòmiques de l'autonomia i la gradual retallada del territori.

### Decrets de la Gran Colòmbia
El programa de Simón Bolívar i els primers decrets del govern de la Gran Colòmbia van reconèixer les terres de Resguard indígena i propiciaven la devolució de les usurpades. Aquest programa no es va complir i els hisendats caucanos van estar sempre assetjant als nasa per la terra i reduint l'extensió dels Resguards, mitjançant desenes de normes i paranys.

### Segle XX

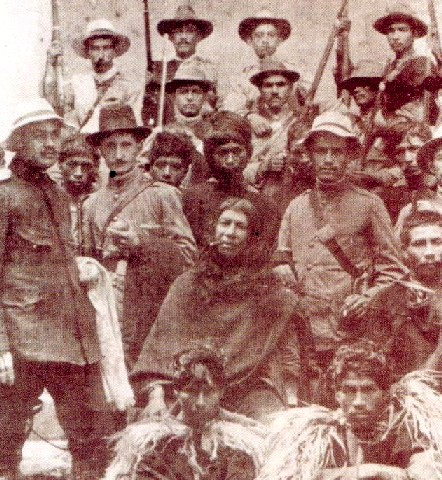
Quintín Lame.

Quintín Lame va dirigir des de començaments del segle XX la lluita per la recuperació dels Resguards indígenes en el Cauca. Perseguit i exiliat en ell Tolima, on va continuar lluitant, la direcció del moviment indígena del Cauca va ser sostinguda pel seu seguidor José Gonzalo Sánchez, totoreño, president de la Confederació Pagesa i Indígena, qui va ser assassinat en 1952. Es va deslligar llavors una gran violència contra els nasa, que així van tornar a perdre bona part de les terres dels Resguards i van veure destruïdes les seves organitzacions.
En 1970 els nasa amb altres pobles indígenes del departament, van organitzar el Consell Regional Indígena del Cauca CRIC per a recuperar la terra, defensar la cultura i conquistar l'autonomia. La seva lluita, marcada per la repressió, els assassinats dels líders i les massacres, ha permès que 544.000 hectàreas siguin reconegudes com a territori indígena a Cauca.
Juntament amb els altres pobles indígenes del país van aconseguir que en la Constitució de 1991 es reconeguin drets fonamentals dels pobles indígenes, com l'autonomia i la inalienabilitat dels Resguards.

#### Massacre d'El Nilo
A mitjan desembre de 1991 a la hisenda El Nilo van ser massacrats per paramilitars vint-i-quatre nasa, inclosos nens. Això expressa la contradicció que avui es viu: avanç en el reconeixement de drets i recuperació del territori, però sofriment i risc per la situació de violència i el conflicte armat que viu el país.

## Organització

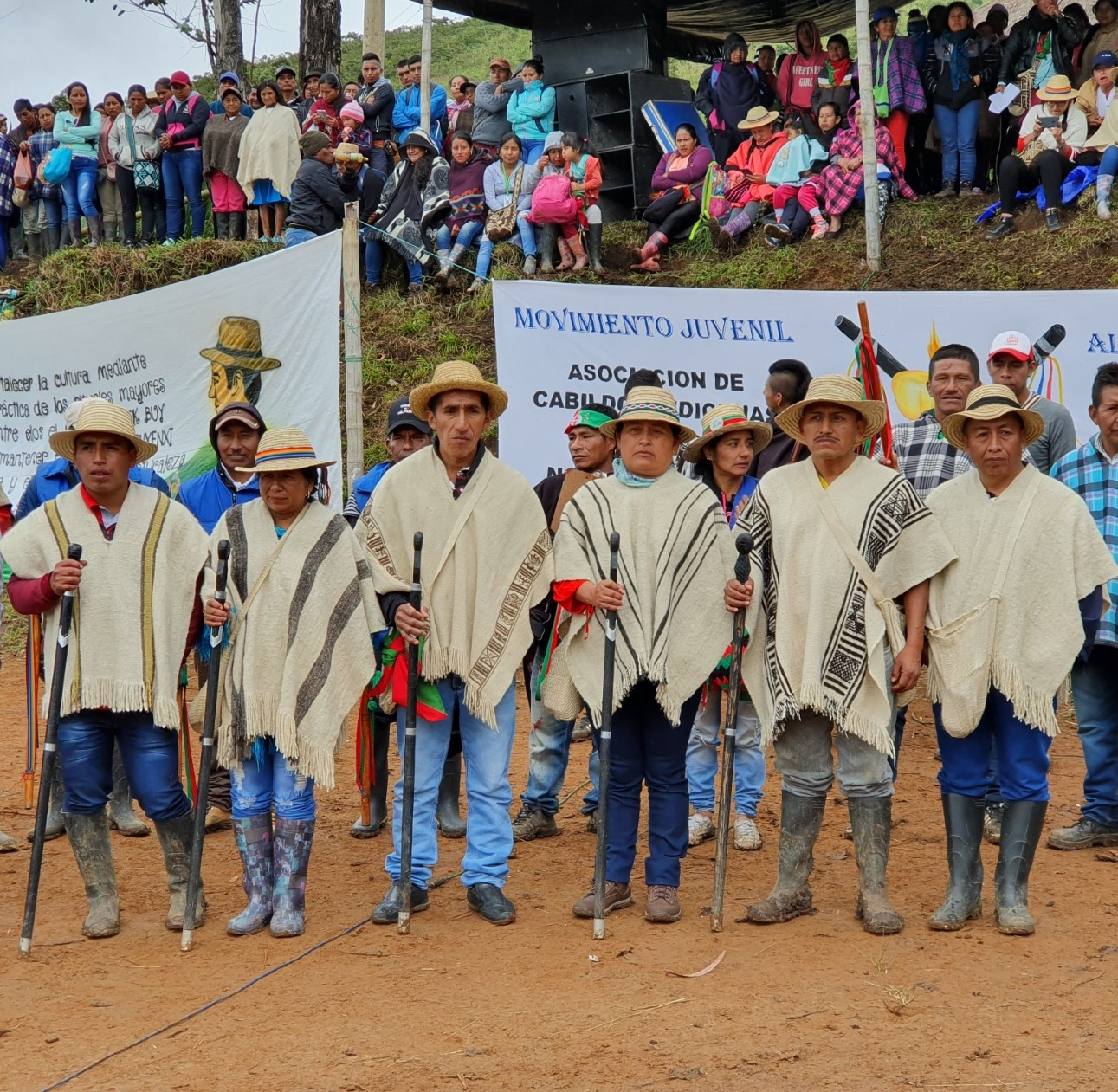
Cabildo de Jambaló, 2019.

Els nasa es regeixen per assemblees generals que trien en cada resguard o comunitat un Cabildo, el qual té el seu respectiu Governador. No obstant això l'autoritat, l'exerceixen escoltant principalment, als majors (persones més ancianes de la comunitat els qui també són guies del poble). Cada capítol pertany a una Associació per zona, que és reconeguda també com a autoritat oficial. Aquestes associacions pertanyen al CRIC, encara que alguns capítols prefereixen comunicar-se directament amb AICO. En cada nivell existeixen comitès i programes d'educació, salut, cultura, territori, economia, justícia. De les Associacions de Capítols nasa del departament del Cauca hi ha quatre que sobresurten pel seu nivell d'organització, una d'elles és l'Associació de Capítols Indígenes del Nord -ACIN- que agrupa els nasa de municipis del nord del departament del Cauca, com Toribío, Caloto i Jambaló. Unes altres són les de la regió de Tierradentro, com l'Associació de Capítols Nasa Çxhāçxha que agrupa els dinou capítols del municipi de Páez i l'Associació de Capítols Juan Tama que agrupa els nou capítols indígenes del municipi de Inzá. L'Associació de Capítols de Caldono es diu Ukawe’s’ Nasa C’hab. Els savis tradicionals o Thê'h wala exerceixen l'autoritat espiritual.
El capítol ha de complir amb les tasques de parcel·lació i adjudicació de terres; solució de conflictes de tota índole; imposició de multes i càstigs per als infractors de normes tradicionals o lleis pròpies o imposades pel blanc; citació a la minga o treball comunitari per a la construcció o reparació de camins, escoles i edificacions públiques, així com en la sembra, desmunt i collita de la “roza comunal”, na porció de terra de cada parcialitat els productes de la qual es destinen a sufragar les despeses necessàries per a l'adequat funcionament del capítol.
En 1980, amb el lideratge del sacerdot nasa Álvaro Ulcué Chocué va néixer el Projecte Nasa a Toribío, amb l'objectiu de recuperar la consciència, la identitat, la terra, la cultura i l'equilibri i harmonia de la vida amb el territori. Entre els fruits que ha donat estan set projectes comunitaris i l'Associació de Capítols Indígenes del Nord del Cauca ACIN-Cxab Wala Kiwe, així com múltiples programes autònoms econòmics, organitzatius, ambientals, educatius, jurídics, de salut, juvenils, de dones i estratègies de resistència pacífica.